# Homme du Soudan en costume algérien
Nègre du Soudan
L'Homme du Soudan en costume algérien, initialement intitulée Nègre du Soudan, est une sculpture de Charles Cordier (1827-1905) réalisée entre 1856 et 1857. Conservée au Musée d'Orsay à Paris, elle représente un homme noir portant un habit de couleur pâle et coiffé d'un turban.

## Historique
Lorsqu'il revient d'Algérie en 1856, Charles Cordier rapporte de nombreux bustes. C'est sous le titre Nègre du Soudan que Cordier expose ce portrait au Salon de 1857. Le musée d'Orsay intitule désormais l'œuvre Homme du Soudan en costume algérien.

## Description
L'Homme du Soudan en costume algérien est l'une des premières réalisations polychromiques du sculpteur. Le visage est en bronze, le manteau et le turban sont en marbre-onyx d'Algérie, matériau utilisé pendant l'Antiquité dont les carrières venaient d'être redécouvertes dans ce pays. Ce matériau se caractérise par ses couleurs allant du rouge au blanc et par les veinures dont Cordier tire parti pour rendre le chatoiement des étoffes orientales. 
Les possibilités de couleur qu'offre le bronze sont également exploitées par le sculpteur. Ainsi, la surface métallique du Nègre du Soudan a d'abord été argentée, puis oxydée ; ce qui lui donne sa couleur noire actuelle. Ces jeux colorés sont tout à fait nouveaux pour le goût de l'époque, habitué, comme sous la nef du musée d'Orsay, à voir des sculptures en marbre blanc ou en bronze.
Le piédouche est en porphyre qui provient du massif des Vosges.

## Le modèle
Le modèle est en réalité un joueur de tambour croisé dans les rues d'Alger. On ne sait pas grand chose de lui si ce n'est qu'il intervenait dans des fêtes célébrées au sein de la communauté musulmane avant le Ramadan.
Avec le regard respectueux que le sculpteur a toujours montré pour ses modèles, loin des dérives des thèses colonialistes d'une époque qui était davantage préoccupée à recenser un répertoire de curiosités ethniques, il a su rendre au modèle sa noblesse naturelle, de sorte qu'on le compare parfois à un empereur romain.

« Le beau n'est pas propre à une race privilégiée, j'ai émis dans le monde artistique l'idée de l'ubiquité du beau. Toute race a sa beauté qui diffère de celle des autres races. Le plus beau Nègre n'est pas celui qui nous ressemble le plus. »

— Charles Cordier, 

## Œuvres en rapport
Il existe quatre autres exemplaires. L'un d'eux (RF 3599) a été attribué au musée d'Orsay en 1981 puis déposé au musée municipal du château de Compiègne en 1985. Un autre se trouve à l'Institute of arts de Minneapolis.

## Historique
En 1857, il est acquis par la maison de Napoléon III, et inscrit sur l'inventaire du domaine privé (no 58) jusqu'en 1872, dans la collection Napoléon III.
À partir de 1872, il est attribué au musée du Luxembourg, puis reversé au musée du Louvre en 1920. Depuis 1986, il est affecté au musée d'Orsay.

## Expositions
- Salon, Paris, France, 1857
- Exposition universelle, Paris, France, 1889
- The Second Empire: Art in France under Napoleon III, Philadelphie, États-Unis, 1978
- L'art en France sous le Second Empire, Détroit, États-Unis, 1978
- Charles Cordier (1827-1905), sculpteur, l'autre et l'ailleurs :
  - musée d'Orsay, Paris, France, 3 février-2 mai 2004
  - musée national des beaux-arts du Québec, Québec, Canada, 10 juin-6 septembre 2004
  - Dahesh Museum of Art, New York, États-Unis, 12 octobre 2004-9 janvier 2005
- Spectaculaire Second Empire, musée d'Orsay, Paris, France, 27 septembre 2016-15 janvier 2017
- En couleurs, la sculpture polychrome en France 1850-1910, musée d'Orsay, Paris, France, 12 juin-9 septembre 2018
- Le Modèle noir, de Géricault à Matisse, musée d'Orsay, Paris, France, 2018